# 特劳斯尼茨
特劳斯尼茨是德国巴伐利亚州的一个市镇。总面积17.62平方公里，总人口917人，其中男性446人，女性471人（2011年12月31日），人口密度52人/平方公里。